# Maybach 62 Landaulet
O Maybach 62 Landaulet é um conversível superluxuoso da Maybach.